# Investmentclub
Ein Investmentclub, Aktienclub, Wertpapierclub oder Anlegerclub ist eine Vereinigung privater Anleger mit dem Ziel der gemeinsamen Geldanlage. Das gemeinsame Vermögen wird dabei normalerweise in einem auf den Club lautenden Depot verwaltet, an dem die einzelnen Mitglieder beteiligt sind.

## Einordnung
Es gilt zu unterscheiden zwischen:
- regionalen Clubs, die normalerweise aus einer überschaubaren Anzahl von Mitgliedern bestehen, die sich persönlich kennen
- überregionalen Clubs mit hunderten von Mitgliedern, einem separaten Anlageausschuss und weitgehend professionellen Strukturen

Wie viele regionale Clubs es im deutschsprachigen Bereich gibt, ist nicht bekannt, da es keine zentrale Stelle gibt, die hierüber eine Statistik führt. Im Internet findet man einige Dutzend. Es kann aber gut sein, dass die Zahl in Deutschland bei 7.000 und mehr solcher regionaler Clubs liegt.
Es gibt unterschiedliche Gründe für die Gründung bzw. den Beitritt zu einem Investmentclub:
- Bündeln von kleineren Anlagebeträgen
  - zur Risikostreuung
  - um Mindestanlagesummen, zum Beispiel bei Fonds, überhaupt zu erreichen
  - zur Gebührenoptimierung, da die meisten Banken degressive Gebühren nach Ordervolumen berechnen
- Bündeln von Wissen über die Finanzmärkte und gegenseitiges Lernen voneinander

Viele der regionalen Clubs dienen mitunter neben diesen primären Zielen auch dem geselligen Beisammensein.

## Abgrenzung zu Sparclubs
Sparclubs unterscheiden sich von einem Investmentclub dadurch, dass in einem Sparclub
- die meist in einem Sparschrank deponierten Beträge (Sparraten) kleiner sind, z. B. wenige Euro pro Woche
- die Gelder meist nicht am Kapitalmarkt angelegt, sondern auf einem gewöhnlichen Sparkonto oder allenfalls auf einem Festgeldkonto gesammelt werden
- und zumeist einmal im Jahr komplett ausgezahlt werden.

Sparclubs können als eingetragene oder nicht eingetragene Vereine, Gesellschaften bürgerlichen Rechts oder auch als Genossenschaften bestehen.

## Abgrenzung zu Finanzdienstleistern
Die meisten Investmentclubs sind keine Finanzdienstleister. Anders als beispielsweise bei einem Fonds ist ein Investmentclub nicht dazu gedacht, dass man dort Geld einzahlt und anschließend auf dessen Vermehrung durch andere hofft. Vielmehr lebt ein Investmentclub davon, dass sich die einzelnen Mitglieder aktiv an den Anlageentscheidungen beteiligen.

## Rechtliche Stellung nach Ländern

### Deutschland

#### Allgemeines
Bei einem Investmentclub nach deutschem Recht handelt es sich um eine Anlegergemeinschaft, die gemeinsam Kapital anlegt und verwaltet. Die Rechtsform ist in den meisten Fällen eine GbR.
Bis zu einer Grenze von 50 Gesellschaftern und 500.000 Euro eingezahltem Kapital unterliegt ein Investmentclub keiner Aufsicht, sofern keine gewerbliche Tätigkeit erfolgt und kein Entgelt für die Clubführung gezahlt wird. Sobald eine dieser Grenzen überschritten wird, verlangt das Gesetz zum Schutz der Anleger eine Zulassung als Finanzdienstleister durch die Bundesanstalt für Finanzdienstleistungsaufsicht. Diese ist jedoch an sehr strenge Auflagen geknüpft, die naturgemäß von Investmentclubs nicht ohne weiteres erfüllt werden können. Insbesondere muss der Geschäftsführer bereits zuvor als leitender Angestellter in der Portfolioverwaltung tätig gewesen sein, damit der Club die Zulassung erhält. Diese Voraussetzung lässt sich in der Praxis nur erfüllen, indem ein externer Dienstleister für die Portfolioverwaltung eingebunden wird. Die Kosten für solche Dienstleister sind allerdings höher als die Verwaltungsgebühren von handelsüblichen Investmentfonds, so dass der Club damit seine Wirtschaftlichkeit verliert.
Da die Anteile der Investmentclubs öffentlich angeboten werden, muss zudem ein Verkaufsprospekt nach dem Verkaufsprospektgesetz erstellt werden. Dieser klärt über den Aufbau, die Risiken und die Gebühren auf. Für die Prospektpflicht gelten strengere Regeln als für die Zulassungspflicht, so dass sie auch dann bestehen kann, wenn der Club weniger als 50 Gesellschafter bzw. 500.000 Euro Kapital hat. Ein Prospekt muss nur dann nicht erstellt werden, wenn das Angebot auf höchstens 20 Clubanteile beschränkt ist und von Anfang an die Festlegung getroffen wird, dass innerhalb von zwölf Monaten höchstens 100.000 Euro Einlagen neu eingesammelt werden. Außerdem muss beim öffentlichen Angebot auf diesen Ausnahmetatbestand hingewiesen werden. Von den geschätzten rund 5000 Aktienclubs in Deutschland verfügen derzeit etwa ein halbes Dutzend über einen Verkaufsprospekt.
Grundlage des Investmentclubs ist der Gesellschaftsvertrag, der von allen Gesellschaftern unterschrieben werden muss.
Dachverband der deutschen Investmentclubs ist die Deutsche Schutzvereinigung für Wertpapierbesitz e. V. (DSW). 
Schwierig ist es in letzter Zeit für Investmentclubs, eine Depotbank zu finden, da einerseits der Aufwand für die Aufnahme neuer Gesellschafter für die Bank sehr hoch ist und andererseits der Club in Konkurrenz zum Anlagevertriebsgeschäft der Bank tritt. Der DSW und der Sparkassen Broker haben eine umfangreiche Kooperation geschlossen, so dass dort für alle Clubs die Depotführung übernommen wird.

#### Abgeltungsteuer und Richtlinie über Märkte für Finanzinstrumente
Die Einführung der Abgeltungsteuer hat insbesondere für Investmentclubs große Auswirkungen, da erzielte Spekulationsgewinne ohne aktives Gegenwirken des Clubmanagements häufig einer doppelten Besteuerung unterzogen werden. Diese Doppelbesteuerung trifft ausschließlich die verbliebenen Gesellschafter, so dass von einem Investmentclub die zu viel gezahlte Steuer im Rahmen der jährlichen Steuererklärung zurückgefordert werden muss.
Durch die Finanzmarktrichtlinie (MiFID) ergeben sich für Investmentclubs keine Änderungen in Bezug auf die Kriterien der Erlaubnispflicht der Geschäftsführung nach 32 § über das Kreditwesen (Kreditwesengesetz – KWG).

### Schweiz
Bei einem Investmentclub nach Schweizer Recht handelt es sich um ein Team von organisierten Anlegern, welche gemeinsam investiertes Kapital nach eigenen Regeln anlegen und verwalten. Die Rechtsform ist eine einfache Gesellschaft.
Solche Anlageclubs unterstehen nicht dem Kollektivanlagengesetz (früher Anlagefondsgesetz), kurz KAG, wenn sie sich an folgende vier Regeln halten.
- es darf keine öffentliche Werbung betrieben werden
- der Club darf nicht mehr als 20 Mitglieder zählen
- es dürfen keine täuschende Namen wie „Anlagefonds“ oder „Investmentfonds“ verwendet werden
- das Clubvermögen muss durch die Clubmitglieder selbst verwaltet werden

Es wird die Meinung vertreten, dass sich die Clubmitglieder gegenseitig persönlich kennen und keine juristischen Personen mit dabei sind. Allfällige Kapitalgewinne werden wie bei natürlichen Personen steuerfrei behandelt. 
Gründe für die Gründung eines Investmentclubs sind gemeinsame Kapitalanlage und Einsparungen der Bankgebühren, Spesen und Courtagen, da mit höheren Geldbeträgen gehandelt werden kann.
Das Clubreglement regelt alles, was nicht bereits obligatorisch im Gesetz geregelt ist. Dieser muss von allen Mitgliedern unterzeichnet und bei der entsprechenden Bank hinterlegt werden.